# پل واترلو
پل واترلو (انگلیسی: Waterloo Bridge) یک پل روی رودخانه تیمز در لندن است که ساوت بانک را به سیتی لندن و کناری وورف متصل می‌کند.
این پل که مخصوص خودرو و پیاده است برای اولین بار در سال ۱۸۱۷ ساخته شده و سپس در سال ۱۹۴۵ دوباره به طرح فعلی تجدید بنا شده‌است، پل واترلو دارای ۳۷۰ متر طول و ۲۴ متر عرض می‌باشد.

## نگارخانه

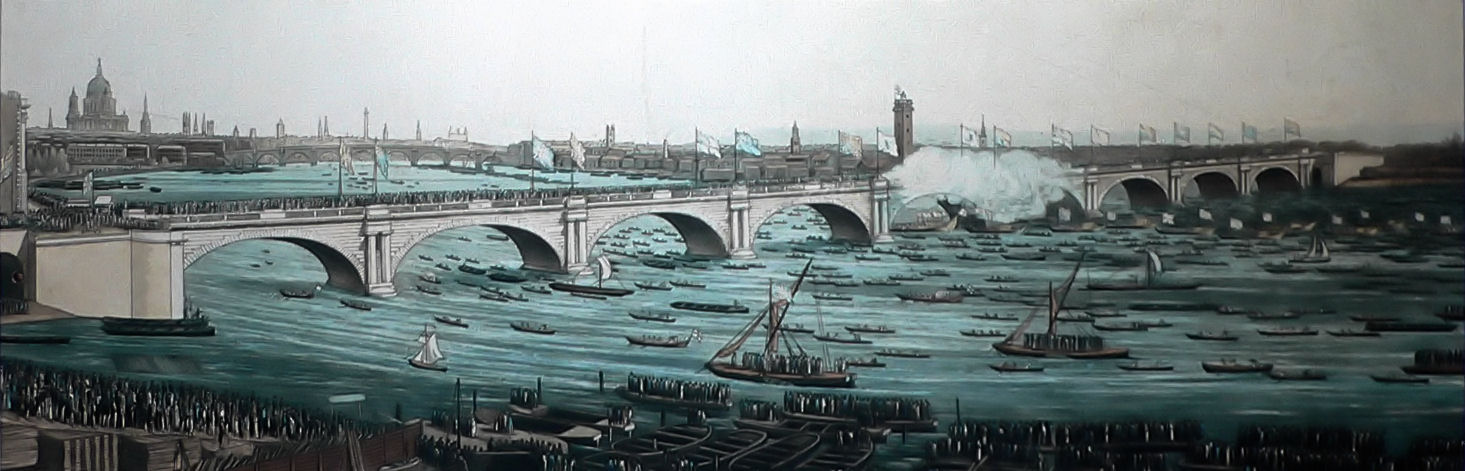
تأسیس پل واترلو در ۱۸ ژوئن ۱۸۱۷
نقاشی پل واترلو از دور - ۱۹۱۷
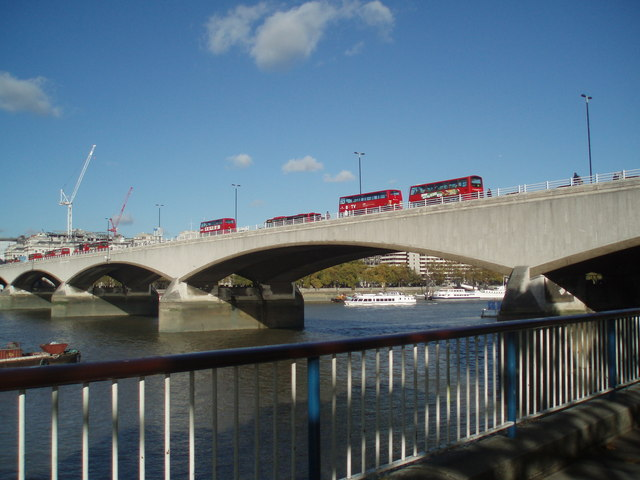
کنار پل
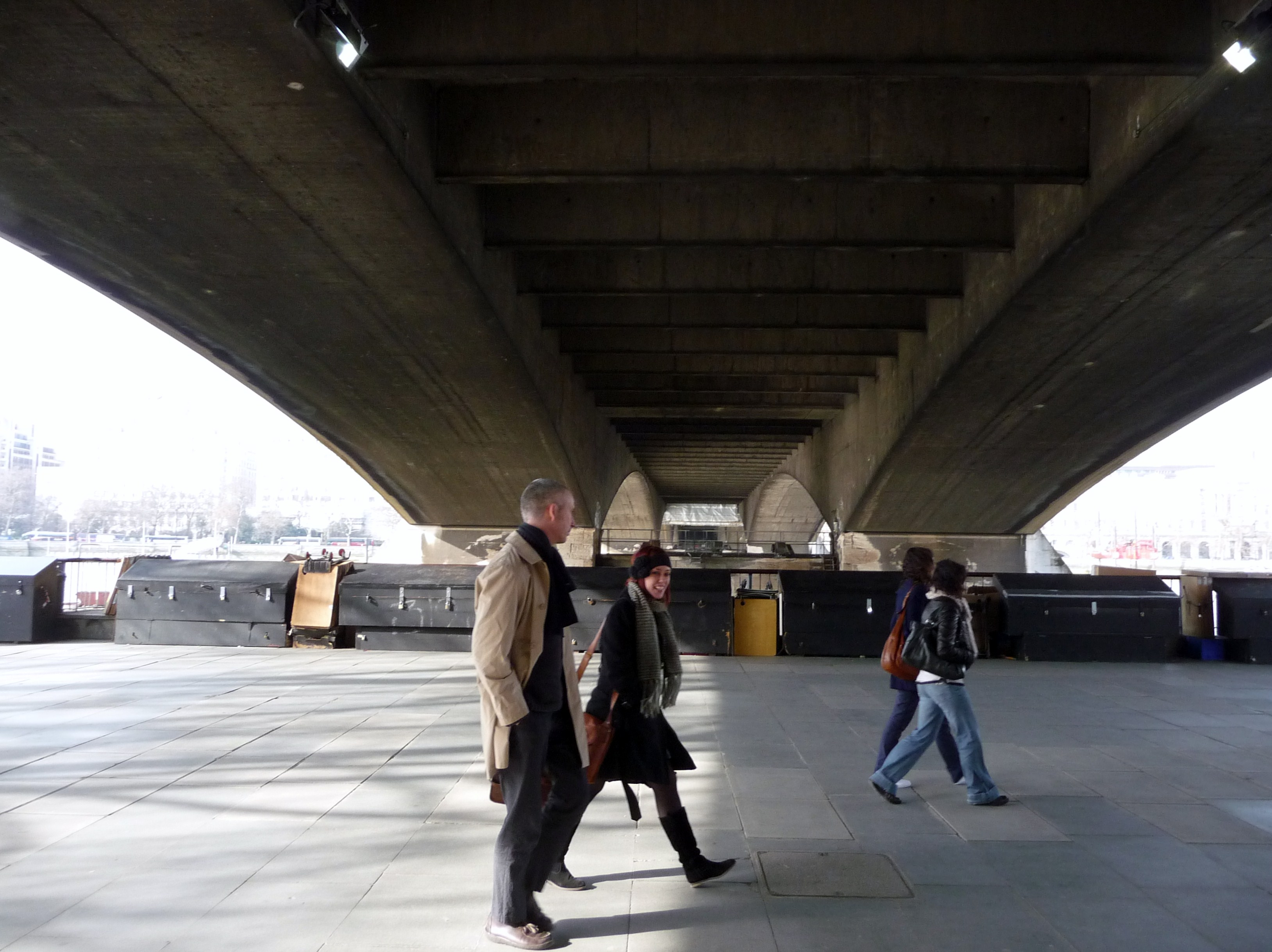
نمایی از زیر پل
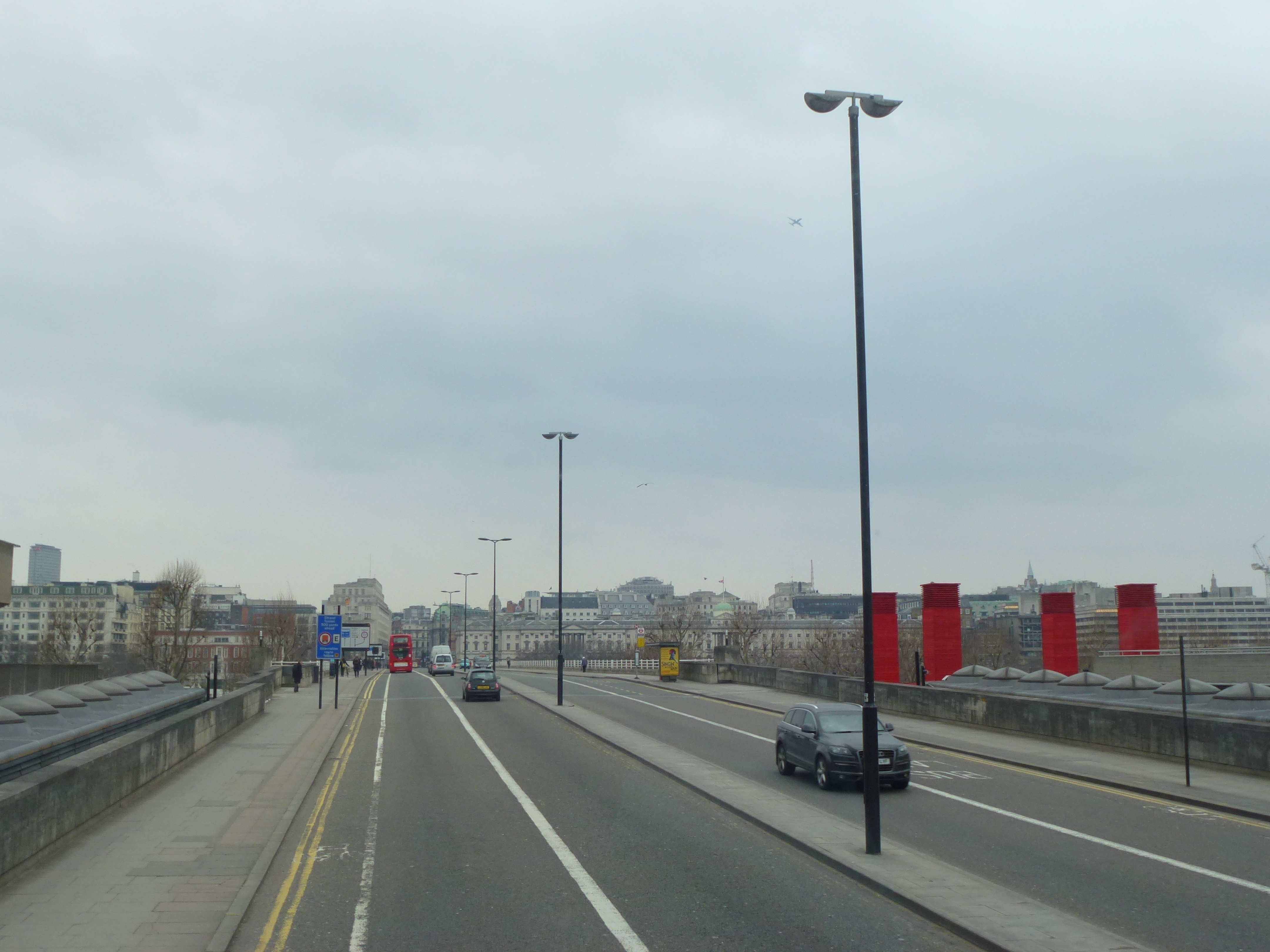
روی پل